# Indipendente (politica)
In politica, un indipendente è un politico o una persona non affiliata a partiti o movimenti politici.

## Tipologia
Spesso la scelta di essere o diventare indipendente, in politica, è dovuta:
- allo scioglimento del precedente partito di appartenenza;
- alla provenienza da settori del mondo non politico;
- alla decisione di non volersi "sottoporre" a un'ideologia politica;
- alla provenienza dal mondo militare.

## Storici
Politici trasformisti e difficili da inquadrare ideologicamente del XIX secolo spesso sono considerati i precursori degli indipendenti, ad esempio lo furono Talleyrand e Joseph Fouché. Nel XX secolo diversi politici francesi furono indipendenti al momento della loro ascesa: ad esempio i collaborazionisti maresciallo Pétain e Pierre Laval, e il generale de Gaulle.

## Ex Unione Sovietica e Patto di Varsavia
Ad esempio, nei Paesi dell'ex Unione Sovietica o in quelli dell'ex Patto di Varsavia, molti politici sono diventati indipendenti per lunghi periodi a causa dello scioglimento del PCUS e dei partiti comunisti ad esso collegati.

## Stati Uniti d'America
Negli Stati Uniti d'America esiste un buon numero di politici "indipendenti" (seppur in pochi siano eletti ad incarichi governativi) anche se questi sono, in linea generale, di solito, vicini a uno dei due maggiori partiti nazionali: è il caso degli "Indipendenti Democratici", non affiliati ma vicini al Partito Democratico, e degli "Indipendenti Repubblicani", non affiliati ma vicini al Partito Repubblicano. Tra gli indipendenti candidatisi alle Elezioni Presidenziali che hanno conseguito risultati rilevanti si ricordano Theodore Roosevelt, George Wallace (il primo, fondatore del Partito Progressista, il secondo, in area democratica), Ross Perot e Bernie Sanders.

## Italia
Anche in Italia ci sono casi simili:
- Romano Prodi fu il leader della coalizione di centro-sinistra L'Ulivo/L'Unione seppur non facente parte di nessun partito di questa (fatta eccezione per I Democratici dal 1999 al 2002);
- Filippo Mancuso, ministro della giustizia nel 1995, nonché parlamentare eletto come indipendente nelle file di Forza Italia;
- il Presidente della Repubblica (dal 1999 al 2006) Carlo Azeglio Ciampi;
- Luciana Lamorgese, ministro dell'interno nel Governo Conte II e nel Governo Draghi;
- Giulio Terzi di Sant'Agata, al tempo indipendente, fu Ministro degli Esteri nel governo tecnico di Mario Monti, eletto poi senatore nelle file di Fratelli d'Italia;
- Daniele Franco, Ministro dell'economia e Finanze nel Governo Draghi;
- Gaetano Manfredi, ministro dell'Università e Ricerca  nel Governo Conte II;
- Mario Draghi, Presidente del consiglio dei ministri dal 2021 al 2022;
- Il Presidente della Repubblica (indipendente dal 2009) Sergio Mattarella.

Altri casi recenti sono stati gli esponenti dei governi tecnici Dini (1995-1996), Monti (2011-2013) e Draghi (2021-2022) definiti "tecnici" non solo perché formati da esperti nelle singole materie, ma anche perché non affiliati ad alcun partito al momento della formazione dei relativi Governi. Alla fine del proprio mandato "tecnico", Dini e Monti fondarono un partito politico (rispettivamente Rinnovamento Italiano e Scelta Civica) che si presentarono alle successive elezioni politiche.
Una categoria specifica di politici indipendenti italiani furono gli "indipendenti di sinistra", che parteciparono alla vita politica sostenendo le posizioni della sinistra senza però essere iscritti ad alcun partito politico.